# Fraisse-sur-Agout
Fraisse-sur-Agout is een gemeente in het Franse departement Hérault (regio Occitanie) en telt 357 inwoners (2004). De plaats maakt deel uit van het arrondissement Béziers.

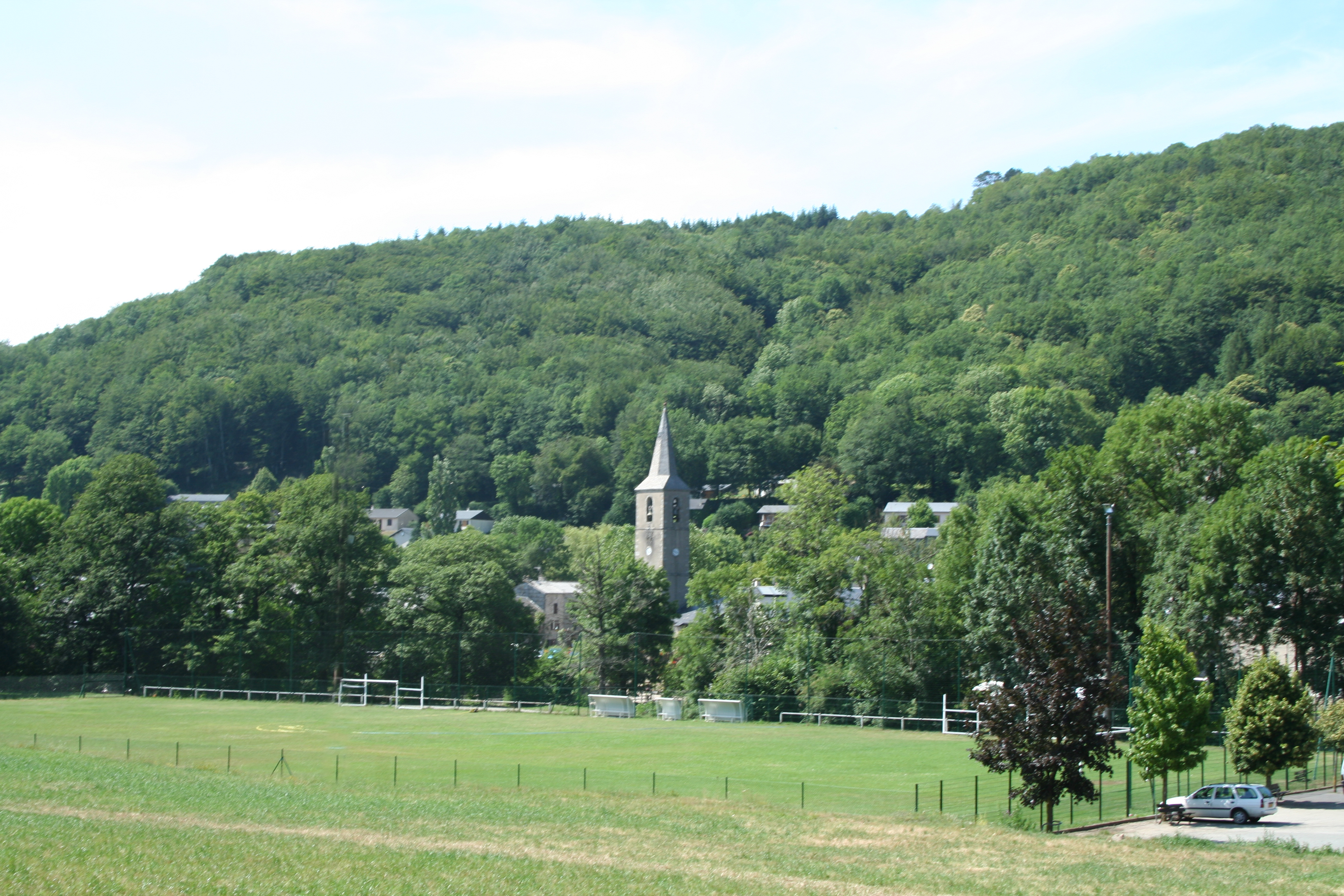

Fraisse-sur-Agout wordt in het Occitaans Fraisse d'Agot genoemd. De inwoners noemen zich Fraissois (los fraissinhòls).

## Geografie
De oppervlakte van Fraisse-sur-Agout bedraagt 62,3 km², de bevolkingsdichtheid is 5,7 inwoners per km².
De onderstaande kaart toont de ligging van Fraisse-sur-Agout met de belangrijkste infrastructuur en aangrenzende gemeenten.

## Demografie
Onderstaande figuur toont het verloop van het inwonertal (bron: INSEE-tellingen).

## Bijzonderheden
Bij de Col de Triby is door de schoolkinderen van het dorp een arboretum aangelegd. Het dorp heeft een score van 4 bloemen gekregen als bloemendorp in Frankrijk (concours des villes et villages fleuris de France). Een bloemenroute voert door het dorp en toont natuurlijke planten uit de omgeving. De boerderij van Prat d'Alaric geldt als bezienswaardigheid. Deze boerderij dateert uit de 18e of 19e eeuw.